# Traumorte – Armenische Kulturtage im Museum Europäischer Kulturen
Traumorte – Armenische Kulturtage im Museum Europäischer Kulturen war eine Veranstaltungsreihe vom 20. August bis 6. November 2016 im Museum Europäischer Kulturen in Berlin-Dahlem. Eine Begleitausstellung wurde vom 20. August 2016 bis zum 5. Februar 2017 gezeigt. Das Projekt wurde vom Museum in Kooperation mit der Armenischen Botschaft Berlin und Mitgliedern der armenischen Community in Berlin umgesetzt. Die Armenischen Kulturtage waren Teil der 13. Europäischen Kulturtage der Museen Dahlem.
Thema war die kulturelle Identität der rund 10 Millionen ethnischen Armenier, von denen zwei Drittel außerhalb der Republik Armenien leben. Es ging um die lokalen und mentalen Sehnsuchtsorte der Armenier, wenn sie an Armenien denken, und wie diese Traumbilder das eigene und das ethnische Selbstverständnis prägen. Bei Performances, Vorträgen und Gesprächen wurde die armenische Kultur in Armenien und in der Diaspora mit ihrem Reichtum und ihrer gebrochenen Geschichte vorgestellt. Unter anderem las Katerina Poladjan aus ihrem im Entstehen begriffenen Roman über Armenien und der armenische Kinderchor Little Singers of Armenia unter der Leitung von Tigran Hekekyan und der in Deutschland lebende Schauspieler, Regisseur und Liedermacher Stepan Gantralyan traten auf.
Der ausstellende Fotograf und Fotojournalist Erol Gurian aus München hatte in seinem Projekt terra armenia ethnische Armenier der großen Exilgemeinden in Beirut, Paris, München und Los Angeles gefragt, wie ihre Traumbilder von Armenien aussehen. Er porträtierte die Befragten an ihren Wohnorten und hielt ihre Traumorte in Armenien fotokünstlerisch fest. Beispielsweise hatte die damals 59-jährige Apothekerin Sossy Boladian aus Beirut als Kind in Aleppo das „Lied von der Kathedrale von Etschmiadsin“ gelernt. Als sie eines Tages dorthin reiste, hatte sie das Gefühl, zuhause zu sein – „wie in Syrien“. In der Ausstellung wurden 15 Fotopaare gezeigt – jeweils ein Porträt am Wohnort und eine fotokünstlerische Darstellung, sowie die dazugehörigen Geschichte als Gesprächszitat.
Die junge Studentin Ani Hovakimyan aus der Berliner Armenischen Jugend fragte hingegen in der armenischen Hauptstadt Jerewan Menschen nach ihren Träumen und fotografiert sie.
In vier Vitrinen wurden zudem identitätsbildende Gegenstände gezeigt. Unter anderem eine zwischen 1733 und 1735 in Venedig gedruckte Bibel des armenischen Gelehrten Mechitar von Sebasteia (Armenien ist das älteste christliche Staatsgebilde), Kochgegenstände aus Messing, Granatäpfel auf einem alten Zinkteller (Granatäpfel enthalten etwa 365 Kerne und sind deshalb ein traditionelles armenisches Neujahrsgeschenk) und ein britischer Zeitungsbericht von 1915 über den Völkermord an den Armeniern und das differenzierte Verhalten der muslimischen Bevölkerung.